# Johannes Hentschel
Johannes „Hannes“ Hentschel (* 10. Mai 1908 in Berlin; † 27. April 1982 in Achern, Baden-Württemberg) war Maschinist im „Führerbunker“ von Adolf Hitler und der letzte Personalangehörige, der den Bunker am 2. Mai 1945 verließ.

## Leben
Hentschel wurde am 4. Juli 1934 als Elektromaschinenmeister in der Alten Reichskanzlei in Berlin angestellt, ab Mitte April 1945 bediente er im Führerbunker die im Maschinenraum befindlichen Versorgungsaggregate.
Er war mit Rochus Misch der einzige, der sich zuletzt ständig im sogenannten Führerbunker aufhielt und dort auch schlief. Hentschel sorgte für Licht und Wasser, Misch per Telefon und Fernschreiber für den Kontakt nach außen. Fünf Minuten nachdem Misch den Bunker am 1. Mai verlassen hatte, töteten sich Joseph und Magda Goebbels mit Blausäure. Beide wurden am nächsten Morgen nach oben befördert und unvollständig verbrannt. Hentschel begründete sein Verbleiben später mit seiner Verantwortung für die im Notlazarett des Kellers der Neuen Reichskanzlei befindlichen Personen, da seine Maschinistentätigkeit unerlässlich für die Strom-, Wasser- und Luftversorgung der Anlage und somit für das Leben der Verwundeten und dort Schutz suchenden Zivilisten war.
Hentschel wurde am 2. Mai 1945 gegen 9 Uhr morgens von der Roten Armee in Kriegsgefangenschaft genommen, die bis zum 4. April 1949 andauerte. Er starb 1982 in Achern.

## Filmische Darstellung
- Martin Jarvis in Der Bunker (1981)
- Oliver Stritzel in Der Untergang (2004)

## Dokumentationen
- Rochus Misch – der letzte Zeuge, MDR-Dokumentation, April 2006